# El Bouihi
El Bouihi là một đô thị thuộc tỉnh Tlemcen, Algérie. Dân số thời điểm năm 2002 là 7.618 người.